# Casa Miró (Sant Sadurní d'Anoia)
La Casa Miró és una obra noucentista de Sant Sadurní d'Anoia (Alt Penedès) protegida com a Bé Cultural d'Interès Local.

## Descripció
Edifici de planta en forma de L. Ocupa el xamfrà d'un solar que recull així mateix edificis industrials de caves. Presenta una estructura complexa i simètrica, organitzada a l'entorn del jardí. El cos central consta de planta baixa i pis amb porxo i balustrada superior, les ales, també i dos pisos. Les cobertes són de teula àrab. Hi són elements remarcables dintre del llenguatge noucentista utilitzat per l'arquitecte els arcs de mig punt, les columnes clàssiques, els balustres, els gerros i les boles de coronament.

## Història
La Casa Miró està situada a l'eixample del carrer de la Diputació, al costat de l'edifici de les Caves Miró, edificat pocs anys abans. El projecte, conservat a l'arxiu de l'Ajuntament, data del mig de 1929, tot i que no va ser aprovat fins al 13 de juny de 1932. La realització de l'obra fou encarregada a l'arquitecte Cèsar Martinell, que el 1929 ja havia dirigit la construcció de les caves.